# مدونا به عنوان گی آیکان

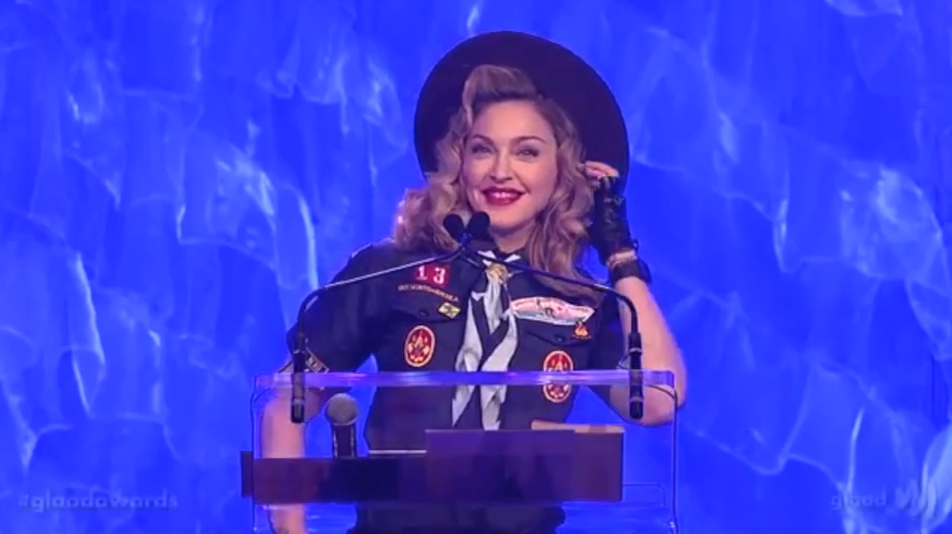
سخنرانی مدونا در مراسم جایزه رسانه‌ای گلد در سال ۲۰۱۳

خوانندهٔ آمریکایی، مدونا، یک دگرجنس‌گرا است اما از دیگر گرایش‌ها نیز حمایت می‌کند و گی آیکان محسوب می‌شود. جامعهٔ ال‌جی‌بی‌تی او را یکی از نمادهای فرهنگ عامه می‌داند. طبق گفته‌های ادوکیت، مدونا محبوب‌ترین کنشگر حقوق بشر نزد همجنس‌گرایان است.

## زندگی‌نامه
مدونا در حالی که هنوز نوجوان بود به جامعۀ همجنسگرایان معرفی شد. معلم باله او، کریستوفر فلین، یک مرد همجنسگرا بود که ابتدا به مدونا گفت که او زیباست و چیزی برای ارائه به دنیا دارد. او همچنین مدونا را به جامعه محلی همجنسگرایان دیترویت، میشیگان معرفی کرد و اغلب او را به بارها و دیسکوهای همجنسگرایان محلی می‌برد. فلین همچنین مدونا را تشویق کرد که از بورسیۀ تحصیلی جزئی خود در دانشگاه میشیگان را رها کند و به منهتن برود و به عنوان یک رقاص، حرفه خود را دنبال کند.
در اوت ۲۰۰۹، در طی نمایش در رومانی (تور مهم و شیرین)، مدونا از تبعیض‌ها در رومانی انتقاد کرد و همچنین علیه تبعیض همجنسگرایان صحبت کرد. دیوید فاستر، تهیه‌کننده موسیقی در زندگی‌نامه خود در سال ۲۰۰۸، از ملاقات با مدونا می‌گوید که او از دیدن دو مرد که همدیگر را می‌بوسند ابزار نگرانی می‌کند. مدونا حرف او را به تمسخر گرفت و پاسخ داد: «باید به دو مرد که مشغول بوسیدن هستند، نگاه عادی داشت! تو نمایانگر همه چیزهایی هستی که می‌خواهم تغییر دهم.»
در ژوئن ۲۰۱۰، مدونا بیانیه‌ای منتشر کرد و از تصمیم زندانی شدن دو مرد در مالاوی انتقاد کرد زیرا آن دو اتحاد خود را در مراسمی جشن گرفتند. بیانیه مدونا شامل این عبارت بود: «به عنوان یک اصل، من به حقوق برابر برای همه مردم، بدون توجه به جنسیت، نژاد، رنگ، مذهب یا گرایش جنسی، اعتقاد دارم. این هفته، مالاوی یک گام به عقب برداشت. جهان پر از درد و رنج است؛ بنابراین، ما باید از حقوق اساسی انسانی خود برای عشق و دوست داشتن حمایت کنیم. من از مردان و زنان مترقی مالاوی–و در سراسر جهان–می‌خواهم که این تصمیم را به نام کرامت انسانی و حقوق برابری برای همه به چالش بکشند.»
در نوامبر ۲۰۱۰، مدونا در شوی الن دی‌جنرس حضور ویژه‌ای داشت و علیه قلدری کودکان و نوجوانان، از جمله قلدری به نوجوانان همجنسگرا و خودکشی‌های اخیر، صحبت کرد. مدونا در مکالمه خود با الن با بیان اینکه در دبیرستان احساس متفاوت بودن داشت و در بین دوستان همجنسگرا، به ویژه مربی رقص خود، مورد پذیرش و همدلی قرار گرفت؛ و بار دیگر با بیان اینکه در دوران دبیرستان با جامعه همجنسگرایان نزدیک می‌شد، می‌گفت. همچنین گفت: «در حقیقت، اگر جامعه همجنسگرایان نبودند، من حرفه‌ای نداشتم.»
در ژوئن ۲۰۱۱، مدونا با ارسال یک پیام در وبگاه خود، طرفداران خود را به حمایت ازدواج همجنس‌گرایان در نیویورک پشتیبانی کرد: «نیویورکی‌ها، صدای شما باید شنیده شود. به نمایندگان کنگره ایالت خود بگویید که از لایحه ازدواج همجنسگرایان حمایت کنند. آنچه شما نیاز دارید عشق است.» قانون برابری در ازدواج یک هفته بعد تصویب شد و ازدواج همجنسگرایان را در نیویورک قانونی شد.
همچنین صحنه‌های بوسیدن مدونا با بریتنی اسپیرز و کریستینا آگیلرا در مراسم جوایز موزیک ویدئو ام‌تی‌وی ۲۰۰۳، مورد توجه بسیاری از مردم قرار گرفت.